# Бурдж-аль-Бараджне
Бурдж-аль-Бара́джне (араб. برج البراجنة‎) — лагерь палестинских беженцев в пригороде Бейрута (Ливан).

## Общие сведения

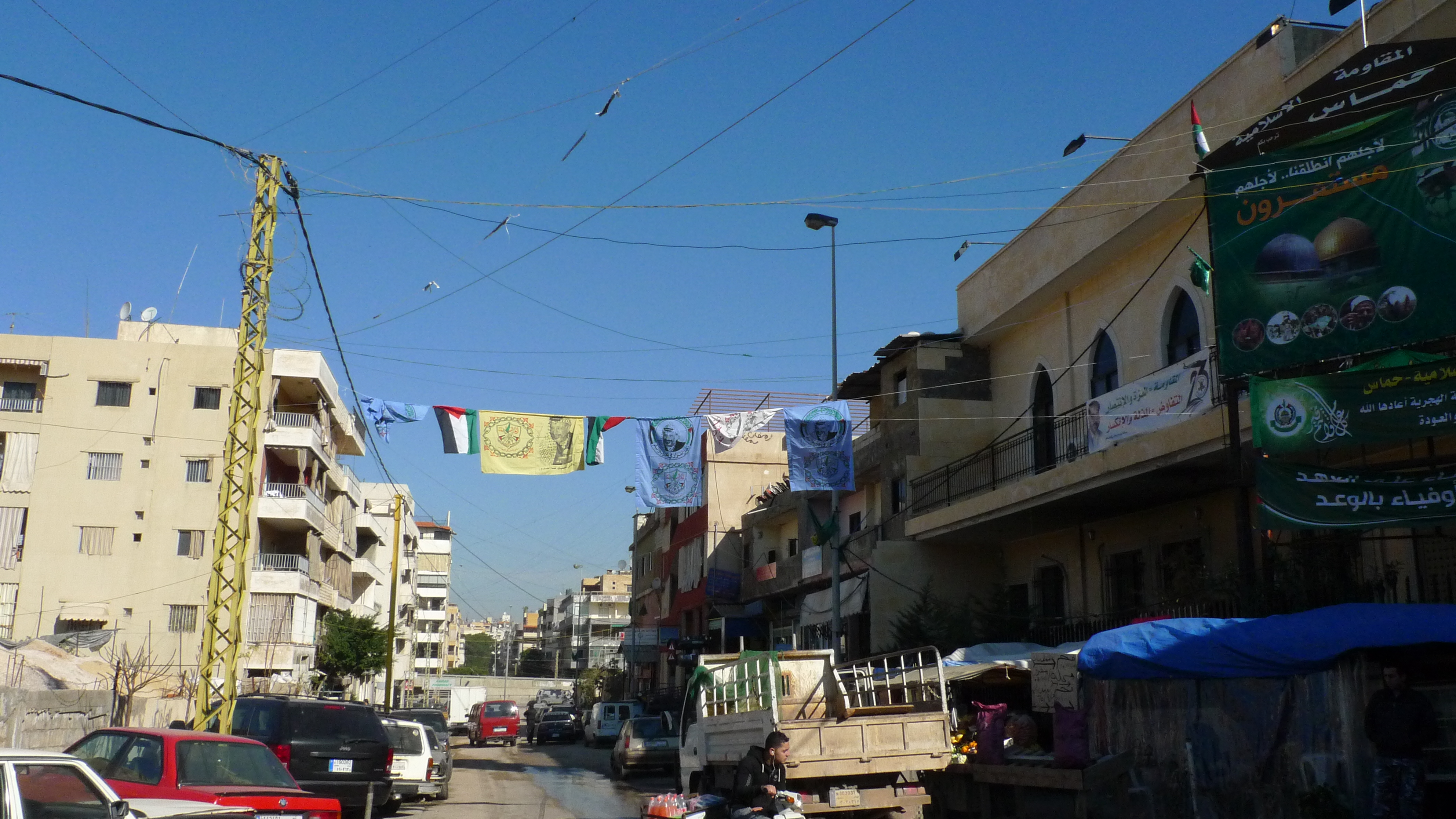
Въезд в лагерь Бурдж-аль-Бараджне

Союз обществ Красного Креста организовал лагерь Бурдж-аль-Бараджне в южном пригороде Бейрута в 1948 году для приёма беженцев из Галилеи в северной Палестине. В период гражданской войны в Ливане лагерь сильно пострадал, четверть его обитателей была вынуждена оставить своё жилье. По сведениям UNRWA за 2009 год, в лагере проживали более 16 тыс. человек, там имелись семь школ, один медицинский центр, один действующий дом престарелых и один центр трудоустройства. В течение Ливанской войны 1982 года наблюдатели ООН фиксировали артиллерийские и ракетные обстрелы лагерей палестинских беженцев в окрестностях Бейрута, в том числе Бурдж-аль-Бараджне. По сведениям OCHA, с началом Гражданской войны в Сирии в лагерь Бурдж-аль-Бараджне прибыли 3000 беженцев из этой страны, а численность населения лагеря достигла 28 тыс. человек.